# OFI 1925
OFI 1925 (gr. Ο.Φ.Η. 1925), właśc. Omilos Filatlon Irakliu 1925 PAE (gr. Όμιλος Φιλάθλων Ηρακλείου 1925 ΠΑΕ) – grecki klub piłkarski z siedzibą w mieście Heraklion na Krecie, założony w 1925 roku. Największe sukcesy OFI odnosił w latach 80. i 90. XX wieku, pod wodzą holenderskiego trenera Eugena Gerardsa wywalczył Puchar Grecji w 1987 roku i wicemistrzostwo ligi greckiej w 1986 roku, kwalifikując się kilkukrotnie do rozgrywek Pucharu Zdobywców Pucharów i Pucharu UEFA, największym sukcesem w europejskich pucharach było dojście do 1/8 finału Pucharu UEFA w sezonie 1993/1994. W sezonie 2017/2018 zespół występuje w rozgrywkach Football League.

## Sukcesy
- zdobywca Pucharu Grecji: 1987
- finalista Pucharu Grecji: 1990
- wicemistrz Grecji: 1986

## Europejskie puchary
Legenda do wszystkich tabel:
- Q – runda eliminacyjna, 1/16, 1/8, 1/4, 1/2 – odpowiednia faza rozgrywek, Grupa – runda grupowa, 1r gr – pierwsza runda grupowa, 2r gr – druga runda grupowa, F – finał, R – runda, PO – play-off
- k. – rzuty karne, los. – losowanie, Dogr. – dogrywka, w. – zasada bramek strzelonych na wyjeździe

| Sezon   | Rozgrywki                 | Runda   | Przeciwnik          | Dom     | Wyjazd  | Ogólnie    |
| ------- | ------------------------- | ------- | ------------------- | ------- | ------- | ---------- |
| 1986/87 | Puchar UEFA               | 1R      | Hajduk Split        | 1–0     | 0–4     | 1–4        |
| 1987/88 | Puchar Zdobywców Pucharów | 1R      | Witosza Sofia       | 3–1     | 0–1     | 3–2        |
| 1987/88 | Puchar Zdobywców Pucharów | 2R      | Atalanta BC         | 1–0     | 0–2     | 1–2        |
| 1993/94 | Puchar UEFA               | 1R      | Slavia Praga        | 1–0     | 1–1     | 2–1        |
| 1993/94 | Puchar UEFA               | 2R      | Atlético Madryt     | 2–0     | 0–1     | 2–1        |
| 1993/94 | Puchar UEFA               | 3R      | Boavista FC         | 1–4     | 0–2     | 1–6        |
| 1995    | Puchar Intertoto          | Grupa 7 | Nea Salamina        | 2–1     |         | 2. miejsce |
| 1995    | Puchar Intertoto          | Grupa 7 | Bayer 04 Leverkusen |         | 0–1     | 2. miejsce |
| 1995    | Puchar Intertoto          | Grupa 7 | Pärnu Tervis        | 2–0     |         | 2. miejsce |
| 1995    | Puchar Intertoto          | Grupa 7 | Budućnost           |         | 4–3     | 2. miejsce |
| 1995    | Puchar Intertoto          | 1/8     | Bursaspor           | 1–2 (W) | 1–2 (W) | 1–2 (W)    |
| 1997/98 | Puchar UEFA               | 2Q      | KR Reykjavík        | 3–1     | 0–0     | 3–1        |
| 1997/98 | Puchar UEFA               | 1R      | Ferencváros         | 3–0     | 1–2     | 4–2        |
| 1997/98 | Puchar UEFA               | 2R      | AJ Auxerre          | 3–2     | 1–3     | 4–5        |
| 2000/01 | Puchar UEFA               | 1R      | Napredak            | 6–0     | 0–0     | 6–0        |
| 2000/01 | Puchar UEFA               | 2R      | Slavia Praga        | 2–2     | 1–4     | 3–6        |
| 2007    | Puchar Intertoto          | 3R      | Toboł Kustanaj      | 0–1     | 0–1     | 0–2        |
| 2020/21 | Liga Europy               | 2Q      | Apollon Limassol    | 0–1 (D) | 0–1 (D) | 0–1 (D)    |

## Strony klubowe
- Strona fan clubu OFI
- Oficjalna strona klubu. ofi.gr. [zarchiwizowane z tego adresu (2008-04-30)].